# Владимир Стасов
 Влади́мир Васи́лиевич Ста́сов, роден на 2/14 януари 1824 г. в Санкт Петербург – починал на 23 октомври 1906 г., в Санкт-Петербург, е руски музикален и художествен критик, историк на изкуствата, архивист и обществен деец.
Той е син на архитекта Василий Петрович Стасов. По-голямата му сестра, Надежда Васильевна Стасова (1822 – 1895) била изтъкната обществена деятелка, по-малкият му брат Дмитрий (1828 – 1918) – бил преуспяващ адвокат.

## Биография
В 1836 бащата на Стасов го записва в току-що създаденото Императорско юридическо училище да следва право. Oще като ученик, Стасов е проникнат от жив интерес към музиката, но не намерил особен композиторски талант у себе си и решил първо да опита силите си на попрището на критика. В 1842 той написва статия за пристигналия в Петербург Ференц Лист, макар и да не я публикува никъде.
В 1843 Стасов завършва право и отива на служба като помощник секретар в Топографско кадастралния департамент на Сената, от 1848 – е секретар в Хералдическия департамент, а от 1850 – помощник юрисконсулт в Юридическия департамент. Стасов свободно владее шест езика. В 1847, когато в списанието Отечествени записки се появяват неговите първи статии, започва литературната си дейност на критик. В същата тази година Стасов е поканен от издателя на Отечествени записки, Андрей Александрович Краевски, да стане сътрудник в отдела за чужда литература. Това е и време, откогато Стасов започва да пише неголеми очерци по въпросите на живописта, скулптурата, архитектурата и музиката. От 1847 до 1848 той публикува около 20 статии.
През 1848 заради връзките си с петрашевците, Стасов е отстранен от работа в списанието, арестуван е и е затворен в Петропавловската крепост. В 1851 Стасов подава оставка в Юридическия департамент и започва работа за уралския промишленик и меценат Анатолий Николаевич Демидов, много богат човек и поклонник на изкуствата. B качеството си на секретар на Демидов, Стасов не след дълго заминава за чужбина. Работи в най-големите библиотеки и архиви в Европа. Библиотекар е и в имението на Демидов във Вила Сан-Донато близо до Флоренция и често посещава руски художници и архитекти живеещи в Италия – Александър Брюлов, Сергей Иванов, Иван Айвазовски и др.
През май 1854 Стасов се връща в Петербург. В това време с негова помощ се оформя художествено обединение на композитори, станали известни под името дадено им от Стасов – Могъщата петорка (рус. „Могучая кучка“ – или буквално „могъщата купчина“). През 1860-те Стасов поддържа Обществото за пътуващи художествени изложби, с които тясно е свързана цялата негова дейност. Стасов е един от главните вдъхновители и историци на „передвижниците“, като взима активно участие в подготовката на първата и много следващи техни изложби.
В края на 1856 директорът на Обществената библиотека в Петербург, Модест Андреевич Корф, предлага на Стасов работа като негов помощник, а именно – да събира материали от историята, живота и царствуването на Николай I.
Така от 1856 до 1872 Стасов работи в Обществената библиотека, имайки свой кабинет в Художествения отдел. По негова инициатива се организират ред изложби на древноруски ръкописи. През ноември 1872 е приет на щатна длъжност като библиотекар и до края на живота си завежда Художествения отдел. На този пост постоянно консултирал писатели, художници и композитори, събирал ръкописи на руски дейци на изкуството, особено на композиторите (изключително благодарение на Стасов, Руската национална библиотека разполага днес с най-пълните архиви на композиторите от петербургската школа).
През 1900, едновременно с приятеля си Лев Толстой, е избран за почетен член на Императорската Петербургска Академия на Науките.
Умира на 23 октомври 1906 в Санкт Петербург. Погребан е в некропола на майсторите на изкуствата в Тихвинското гробище на Александро-Невската лавра.

## Тургенев за Стасов
| „             | Спори с човек по-умен от теб: ще те победи… но от поражението си ти ще можеш да извлечеш полза за себе си. Спори с човек равен по ум: за когото и да е победата, в крайна сметка ще изпиташ удоволствие от борбата. Спори с човек по-слаб от тебе в ума: спори не от желание да го победиш, а от старание да си му полезен. Спори и с глупец! не за слава или полза… Но поне малко ще се позабавляваш! Не спори само с Владимир Стасов! | “ |
| Иван Тургенев | |   |

## Възгледи
Стасов активно поддържа движението на Передвижниците и се изказва против безалтернативното господство на „академичното“ изкуство. Неговите критически статии и монографии за най-знаменитите представители на руското изкуство – Николай Ге, Василий Верешчагин, Иля Репин, Модест Мусоргски, Александър Бородин, Карл Брюлов и др.), а така също и обширната му кореспонденция с тях, представляват огромен интерес. Той е известен като опонент на музикалния критик, композитор (и бивш приятел) Александър Серов по въпроса за достойнствата на две опери от Михаил Глинка; Стасов е изследовател и пропагандатор на творчеството на композитора.
Стасов е идеолог на новото национално-оцветено направление в музиката, представено от групата на петербургските композитори, Могъщата петорка.
Стасов е активен критик на антисемитизма и е ценител на еврейското изкуство.
Така в отговор на очерк на Рихард Вагнер „Еврейството в музиката“, той отговаря с есето "Чифутството в Европа /По Рихард Вагнер/" (1869), където заема позиция остро критикуваща антисемитизма на композитора.

## Адреси в Санкт Петербург
- 2 януари 1824 – 1830 – 1-ва Линия, 16;
- 1837 – 1877 – дом на Трофимови —Шестилавочная улица, 11;
- 1882 – 1890 – кооперация —Знаменская улица, 26, кв. 6;
- 1890 – 1896 – кооперация —Знаменская улица, 36;
- 1896 – 10.10.1906 года – 7-я Рождественская улица, 11, кв. 24

## Съчинения
- Владимир Васильевич Стасов. Избранные сочинения – В 3-х томах. Государственное издательство „Искусство“, Москва, 1952
- Русские путешественницы из Сибири в Неаполь на тележке // Исторический вестник, 1890. – Т. 40. – № 6. – С. 644 – 646. Архив на оригинала от 2013-12-27 в Wayback Machine.
- Памяти Мусоргского // Исторический вестник, 1886. – Т. 23. – № 3. – С. 644 – 656. Архив на оригинала от 2015-04-02 в Wayback Machine.
- Портрет Глинки, деланный в Париже // Исторический вестник, 1892. – Т. 47. – № 3. – С. 867 – 870. Архив на оригинала от 2011-11-01 в Wayback Machine.